# مک‌کونل (ویرجینیای غربی)
مک‌کونل(به انگلیسی: McConnell) شهری در ایالت ویرجینیای غربی کشور ایالات متحده آمریکا است که جمعیت آن در سرشماری سال ۲۰۱۰ میلادی، ۵۱۴ نفر بوده‌است.